# Odontomyia hirayamae
Odontomyia hirayamae är en tvåvingeart som beskrevs av Matsumura 1916. Odontomyia hirayamae ingår i släktet Odontomyia och familjen vapenflugor. Inga underarter finns listade i Catalogue of Life.